# Pražský dobrodruh
Pražský dobrodruh, podivuhodná historie Hanuše Adama Löwenmachta (v německém originálu Hans Adam Löwenmacht, phantastischer Roman aus der Barockzeit) je dobrodružný román odehrávající se v prostředí historické Prahy. Jedná se o vrcholné dílo pražského německého spisovatele Rudolfa Slawitscheka. První německé vydání vyšlo v roce 1939 v brněnském nakladatelství Rudolf M. Rohrer Verlag, v češtině byl poprvé publikován o tři roky později v nakladatelství Josef R. Vilímek (překlad S. Möcklová). Ilustrace k románu vytvořil Zdeněk Guth.
Po roce 1943 již žádné české vydání nevyšlo.

## Jazyková kuriozita
Druhé české vydání Pražského dobrodruha z roku 1943 bylo již zasaženo jazykovými nařízeními okupační správy. Nejvýznamnějším projevem byl zákaz překladu názvů německých měst do češtiny – psalo se tedy např. muž odjel do Wienu (Vídeň), návštěvník z Iglau (Jihlava), hraběnka z Münchenu (Mnichov), domovina v Kärnten (Korutany) nebo rytíř z rheinské oblasti (Porýní).